# قسم بايين خيابان ليتكوة الريفي (مقاطعة آمل)
قسم بایین خیابان لیتکوة الريفي (بالفارسية: دهستان پائین‌خیابان لیتکوه) هي قسم تقع في إيران في قسم. يقدر عدد سكانها بـ 20,679 نسمة .